# Lietavská Lúčka
Lietavská Lúčka (en hongrois : Litvailló) est une commune de la région de Žilina, en Slovaquie.

## Histoire
La première mention écrite du village date de 1393.

## Démographie

### Évolution de la population
| Année:               | 1994. | 2004.   | 2014.   | 2024.   |
| -------------------- | ----- | ------- | ------- | ------- |
| Nombre de personnes: | 1791  | 1769    | 1774    | 1873    |
| Différence:          |       | -1,22 % | +0,28 % | +5,58 % |

| Année:               | 2023. | 2024.   |
| -------------------- | ----- | ------- |
| Nombre de personnes: | 1874  | 1873    |
| Différence:          |       | -0,05 % |